# Roses in the Snow
Roses in the Snow is het zevende studioalbum van countryartiest Emmylou Harris, uitgebracht in 1980. Terwijl Harris' vorige album, Blue Kentucky Girl uit 1979, traditionele, rechttoe-rechtaan country bevatte (in tegenstelling tot de countryrock van haar eerdere albums), speelde Harris op Roses in the Snow muziek geïnspireerd op bluegrass, met materiaal van Flatt en Scruggs, Paul Simon, The Carter Family en Johnny Cash. Cash, Dolly Parton, Linda Ronstadt, The Whites, Ricky Skaggs, Willie Nelson en Tony Rice maakten gastoptredens. De achtergrondmuzikanten waren onder anderen Albert Lee en Jerry Douglas.
"Wayfaring Stranger" werd in 1980 als eerste single uitgebracht en bereikte nummer 7 in de Billboard Country Charts. De tweede single, een remake van een nummer van Simon & Garfunkel, "The Boxer", bereikte nummer 13. 
Bij de 23e Grammy Awards werd het album genomineerd voor beste vrouwelijke countryzangeres, maar de prijs ging naar Anne Murray voor Could I Have This Dance.